# هوجو زوننشاين
هوغو زوننشاين Hugo Sonnenschein (ولد في كييوف في التشيك في 22 مايو 1889- مات في ميروف في يوليو 1953) هو شاعر تشيكي من أصل يهودي، كانت لغة كتابته الألمانية.
ينحدر هوغو زوننشاين من أصل يهودي، عاش حياة التشرد فترة من حياته. كان من اليوتوبيين الاشتراكيين الراديكاليين، واعتنق تصور تروتسكي عن الثورة الدائمة.
كتب زوننشاين قصائد تعبيرية تحمل ملامح من التراث الشعبي الغنائي. وقد صور نفسه في قصائد في شخصية Bruder Sonka «الأخ زونكا».
بعد الحرب العالمية الولى اشترك في «الحرس الأحمر» في فيينا، وانضم كذلك إلى الحزب الشيوعي في النمسا والتشيك. وفي عام 1940 اعتقله النازيون ورحل في عام 1943 إلى معسكر اعتقال أوسشفيتس.
وبعد الحرب العالمية الثانية اتهم في تشيكوسلوفاكيا، التي كانت موالية للاتحاد السوفييتي، بتهمة العمالة لصالح الألمان، وحكم عليه بالسجن عشرين عاما، ولكنه مات في السجن.

## أعماله
1. أسطورة زونكا الذي هجره العالم (قصائد 1920)
2. الأخ زونكا والشأن العام...أو الكلمة في مواجهة النظام 1930
3. قيود إخوتي 1984
4. تيرهان، أو حلم الأرض (رواية 1988)